# El Súper Inframan
El Súper Inframan (en chino, 中|國|超|人, literalmente Supermán chino) es una película de acción de ciencia ficción de Hong Kong, producida por el estudio de Shaw Brothers en 1975. Inspirada en el gran éxito de las franquicias japonesas del género tokusatsu tales como Ultraman o Kamen Rider en Hong Kong, esta película utiliza el mismo tipo de transformación ("henshin"), batallas entre monstruos y robots y héroes disfrazados, combinado con la acción del cine de kung-fu chino.

## Trama
En 2015, la Princesa Demonio Elzebub (traducido también como Princesa Mamá Dragón) despierta tras 10 millones de años de inactividad y planea conquistar la Tierra. Destruye algunas ciudades importantes de China para demostrar a la humanidad su gran poder, a lo que la humanidad reacciona en estado de shock. De vuelta a su guarida en el centro de la Tierra, despierta un ejército de fantasmas esqueléticos y varios mutantes humanoides para que causen estragos en la superficie.
El director del Cuartel General de Ciencias, el profesor Liu Ying-de, ha culminado el Proyecto BDX, una posible contramedida contra Elzebub. En el laboratorio secreto de los cuarteles, transforma a Lei Ma, un oficial de alto rango del departamento, en un superhéroe biónico y artista marcial de kung-fu, llamado Inframan. Inframan, con una armadura roja y plateada y alimentado por energía solar tiene una fuerza y armas de combate aumentados.
Una vez que Inframan destruye a los diversos monstruos de la princesa, ésta decide robar los planos de Inframan del profesor con el objetivo de descubrir alguna debilidad. Entretanto, el profesor presenta los Puños de Rayo, unos guantes capaces de destruir cualquier sustancia conocida por el ser humano, y que además cubren la debilidad de Inframan. La princesa decide entonces coaccionar al profesor, para lo cual captura a su hija, chantajeando al profesor para que cree un Inframan para ella. El profesor accede a reunirse con ella en el Monte Diablo. Cuando el profesor se rehúsa a construir otro Inframan, él y su hija son congelados. Inframan y la Patrulla Científica deciden rescatarlos, lo que lleva a la batalla final entre Inframan y la Princesa Demonio Elzebub.

## Poderes de Inframan
Lei Ma levanta sus brazos en una pose de transformación ("henshin") similar a la de Kamen Rider y dice:
- "¡Cambio! ¡Inframan! " (變！ 超人) (En mandarín: "¡Bian! Chao Ren," en cantonés: "¡Bin! Chiu Yan")

Sus poderes y ataques son los siguientes (mandarín/cantonés):
- 噴火 彈 (Pen Huo Dan / Pan Fo Daan) Bala(s) en erupción
  - Los misiles almacenados bajo las costillas de Inframan. Los lanza como dardos y también pueden descongelarlo cuando está congelado.
- 太陽 甲 (Tai Yang Jia / Taai Yeung Gaap) Armadura solar (también llamada como Sol Ja)
  - El rayo de luz que Inframan dispara desde sus muñecas al cruzarlas, similar al Spacium Light Ray de Ultraman.
- 追魂 腿 (Zhui Hun Tui / Jeui Wan Teui) Patada guiada (literalmente "Pierna Alma de Persecución")
  - Ataque de patada de Inframan. También puede localizar a su enemigo objetivo como un misil guiado.
- 能量 發揮 (Neng Liang Fa Hui / Nang Leung Faat Fai) Capacidad de transmisión (literalmente "Emisión de energía")
  - Inframan activa su fuente de energía de respaldo, en caso de falta de energía solar.
- 閃電 拳 (Shan Dian Quan / Sim Din Kyun) Puños Trueno Resplandecientes (también llamados: Puños Trueno, Puños Rayo)
  - Accesorios posteriores para Inframan; guantes negros brillantes y metálicos que van sobre sus guantes habituales. También salen disparados directamente de sus puños y se retraen de nuevo, de forma similar al Rocket Punch de Mazinger Z. También tienen las siguientes armas:
    - 死 光刀 (Si Guang Dao / Sei Gwong Dou) Filos de luz mortales
      - Filos de energía rojos en forma de luna que fluyen de los Puños Trueno Resplandecientes.

    - 雷電 光 (Lei Dian Guang / Leui Din Gwong) Aura de trueno y rayo
      - Similar a la armadura solar, pero más poderosa.

- Inframan también tiene el poder de crecer a un tamaño gigantesco, similar al poder de cambiar de tamaño de Ultraman.

## Reparto

### Protagonistas
- Lei Ma / Inframan (雷馬 / 中國 超人) El héroe. Interpretado por Danny Lee
- Profesor Liu Ying-de (劉英 徳) Jefe de los Cuarteles Generales de Ciencias y creador de Inframan. Interpretado por Wang Hsieh
- Liu Mei-mei (美 美) La hija del profesor. Interpretada por Yuan Man-tzu
- Xiao Hu (小虎) El hermano menor de Mei Mei. Interpretado por Lu Sheng
- Lin-lin (琳琳) La hermana menor de Mei Mei. Interpretada por Fanny Leung
- Zhu Qi-quang (朱啓光) El teniente del Cuartel General de Ciencias. Interpretado por Kong Yeung
- Lu Xiao-long (呂小龍) El sargento del Cuartel General de Ciencias y un tenaz luchador. Interpretado por Bruce Le
- Zhu Ming (祝 明) El miembro extraño del Cuartel General de la Ciencia, que es capturado y convertido por Elzebub en un espía malvado. Interpretado por Lin Wen-wei

### Antagonistas
- Princesa Demonio Elzebub (冰河 魔 主) La principal villana, gobernante de la Tierra Interna. Su nombre es inspirado en el de "Beelzebub." Va armada con un látigo y puede convertirse en una criatura parecida a un dragón alado. En la versión doblada al inglés de los EE. UU., lleva el nombre de Princesa Mamá Dragón. Interpretada por Terry Liu
- Ojo de bruja (電 眼 魔女) La sirvienta hermosa pero letal de Elzebub. Tiene un casco con cuernos y ojos en las palmas que disparan rayos verdes (hipnóticos o destructivos). En la versión doblada al inglés de los EE. UU., lleva el nombre de She-Demon (Demonia). Interpretad por Dana Shum
- Fantasmas esqueléticos (白骨 幽靈) Esbirros más bajos del Imperio Glaciar. Se visten con trajes negros sobre blanco con apariencia de esqueletos y cascos con cuernos. También llevan lanzas de metal explosivo.

### Monstruos de hielo (冰河 怪獸)
- Dragón de fuego (噴火 龍) Un reptil humanoide de piel escamosa que lleva una gran corona con cuernos y un bigote, y que dispara fuego por su boca.
- Monstruo araña (蜘蛛 怪) Una criatura arácnida roja y gorda que lanza bombas de telaraña y ácido de su boca y crece hasta alcanzar un tamaño gigantesco.
- Monstruo planta (植物 怪) Un monstruo verde azulado parecido a una enredadera que se planta en el suelo y se convierte en enredaderas asesinas gigantes.
- Taladro mutante (穿山 怪) Un monstruo azul con cuernos similar a un topo, con un taladro por mano y una garra con forma de pala por la otra.
- Monstruo de pelo largo (長髮 怪) Un demonio parecido a una bruja, de piel roja con cabello largo y blanco y enormes cuernos que dispara rayos amarillos tanto de sus cuernos como de sus manos.
- Monstruos de armadura de hierro (鐵甲 怪) Dos monstruos mecánicos parecidos a caballeros, cuyas cabezas y manos derechas saltan (con bobinas) para golpear a su enemigo y retraerse después.

## Producción
La película fue dirigida por Hua Shan, con libretos del escritor de ciencia ficción Ni Kuang, producida por Runme Shaw y con cinematografía de Tadashi Nishimoto. También hubo asistencia de Japón; En esta película se utiliza música de Ultra Seven (1967) y Mirrorman (1971) (ambas compuestas por Toru Fuyuki) y los trajes de Inframan / Science Headquarters / monstruo fueron brindados por Ekisu Productions, que había realizado el vestuario para muchos programas de televisión de superhéroes Toei, del mismo período. La película también fue protagonizada por Danny Lee como el superhéroe, y la estrella de Bruce-explotación Bruce Le en un papel secundario (con todo, pudo mostrar algunas de sus habilidades en artes marciales en muchas escenas de la película).
Al año siguiente, Joseph Brenner llevó la película a los Estados Unidos y la rebautizó simplemente como Infra-Man (o Inframan), con el lema de la campaña publicitaria "¡El hombre más allá de lo biónico!" intentando sacar provecho del éxito que tenía la serie The Six Million Dollar Man en ese momento en las cadenas de televisión estadounidenses. Esta película también tiene cierta importancia histórica como la primera película de superhéroes ambientada en Hong Kong, la primera promoción cinematográfica en Hong Kong usando un globo aerostático y la primera producción de los Shaw Brothers usando un guion gráfico.
En 2004, la película fue lanzada en DVD en Japón y Hong Kong .

## Recepción
Roger Ebert, en su reseña del 7 de marzo de 1976 para el Chicago Sun-Times, le dio a la película dos estrellas y media (de cuatro), concluyendo: "La película incluso se ve bien: es una producción elegante y elegante de los Shaw Brothers, los reyes del kung-fu en Hong Kong. Cuando dejen de hacer películas como Infra-Man, un poco de luz desaparecerá del mundo."
El 30 de abril de 1999, después de que Quentin Tarantino relanzara Mighty Peking Man en Norteamérica, Ebert elevó su calificación de la película a tres estrellas, explicando: «Descubro para mi asombro que le di a Infra-Man solo dos estrellas y media cuando la revisé. Eso fue hace 22 años, pero la gente recuerda muchas cosas que uno no pensaría que recordaría. Apuesto a que no ha pasado un mes sin que no haya pensado en esa película. Estoy dándole a Mighty Peking Man tres estrellas, por su ridiculez general y un cierto nivel de genialidad loca, pero no puedo calificarla más alto que a Infra-Man con una consciencia limpia. Entonces, en respuesta a los corresponsales que me preguntan si alguna vez he cambiado la calificación de una película: Sí, Infra-Man sube a tres estrellas.» En consecuencia, la revisión original de la película publicada en el sitio web de Ebert da a la película tres estrellas.

## Versiones
La película fue lanzada en VHS por Prism Entertainment y Goodtimes Entertainment. En la versión de Goodtimes Home Video de los créditos iniciales estadounidenses, se añadió una sección adicional entre el título y el elenco y el equipo, comparada con la versión de Prism, dándole a la película el subtítulo "Batallas de los Monstruos de Ciencia Ficción" con el ánimo de atraer más a los fanáticos de ese género titular. En esta secuencia adicional (aunque engañosa), se utilizan fragmentos cortos de la película para presentar y nombrar incorrectamente a los villanos de la película, a la vez que algunos de los villanos son ignorados por completo.

## Influencia
Elementos de esta película influyeron en la nueva versión de 2017 del Mystery Science Theatre 3000. El productor Joel Hodgson explicó en una entrevista que la Princesa Mamá Dragón fue una de las influencias para el personaje de la científica loca Kinga Forrester y que los esbirros en forma de esqueleto influyeron en los boneheads, incluyendo la Skeleton Crew Band.